# Костяниця
Костяниця, або кам'яниця (Rubus saxatilis) — багаторічна трав'яниста рослина родини розових (Rosaceae).

## Загальна характеристика
95-35 см заввишки з міцним горизонтальним кореневищем. Утворює лежачі вегетативні і прямостоячі генеративні пагони.
Стебло й черешки листків волохато-запушені з тонкими прямими шипиками.
Листки чергові, трійчасті, довгочерешкові з обох боків зелені, зісподу світліші, зверху розсіяноволосисті, зісподу густоволосисті. Їх листочки яйцеподібно-ромбічні, на коротких черешках, по краю надрізанозубчасті, з клиноподібною основою. Прилистки нижніх листків овальні, плівчасті, стеблообгортні, верхніх — ланцетні, вільні.
Квітки зібрані у верхівкові зонтикоподібні або щитоподібні суцвіття з трьох — десяти квіток. Квітки правильні, вільнопелюсткові, із подвійною оцвітиною. Чашечка п'ятироздільна, при плодах відігнута вниз, частки її ланцетні, шилоподібні, загострені. Пелюстки білі (6-7 мм завдовжки), лінійно-довгасті. Тичинок багато, маточок від однієї до шести.
Плід — складна кістянка, складається з одного — шести червоних, соковитих плодиків.
Росте у хвойних, мішаних, рідше листяних лісах. Тіньовитривала рослина. Цвіте в травні, плоди достигають у липні.
Поширена звичайно у всіх лісових, рідше лісостепових районах, у Степу — лише по долинах великих річок. Запаси сировини незначні, промислова заготівля не ведеться.

## Практичне використання
Харчова, вітамінозна, лікарська рослина. Плоди вживають в їжу свіжими і сушеними. З них готують квас, сік, морс, кисіль, варення, сироп, желе. У плодах місяться вуглеводи, органічні кислоти, пектинові й дубильні речовини, вітаміни С і Е.
У народній медицині костяницю використовують від різних захворювань: шлунково-кишкових, простудних, жіночих; при нирковокам'яній хворобі, а також від грижі, геморою, при порушенні обміну речовин.
Відваром рослина з кореневищем миють голову для лікування себореї і для поліпшення росту волосся.

## Збирання, переробка та зберігання
Збирають плоди в суху погоду вручну, складають у невеликі кошики. В домашніх умовах миють, сортують і переробляють на квас, варення, джем. Сушать у печах при температурі 45-55°. Висушені плоди пакують у паперові мішки або ящики, вистелені папером, і зберігають у сухих прохолодних приміщеннях.